# 藤浦洸

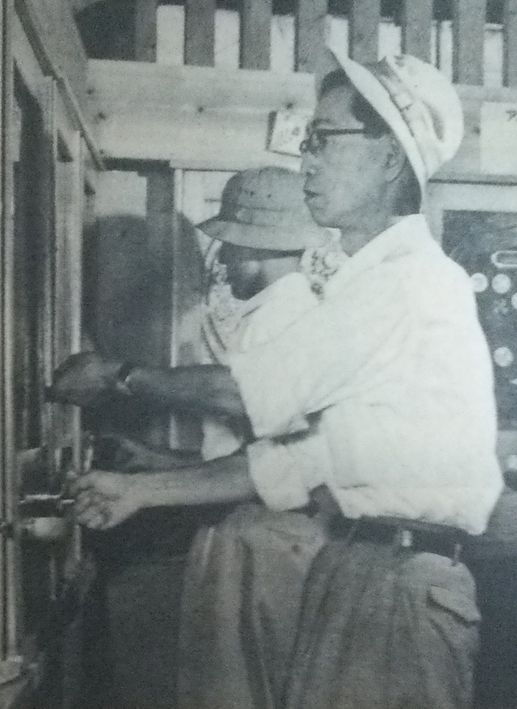
1951年

藤浦 洸（ふじうら こう、1898年9月1日 - 1979年3月13日）は、昭和時代の作詞家、詩人。長崎県北松浦郡平戸町（現在の平戸市）出身。

## 来歴
長崎県北松浦郡平戸町（現在の平戸市）に生れる。長崎県立中学猶興館（現長崎県立猶興館高等学校）、私立岡山県興譲館中学卒業（現岡山県興譲館高等学校）。同志社大学神学部に入学してほどなく中退、3年の放浪を経て慶應義塾大学文学部に入る。在学中は児童小説を書いたり、尾崎士郎らと共に雑誌「令女界」や「若草」に少女小説、音楽物語などを執筆していた。その他、ピアノ演奏のアルバイトをするなどしていたという。
大学卒業後は、音楽評論家伊庭孝に師事し、浅草オペラの俳優等を経て、1930年から、コロムビアレコード文芸部のエドワードの私設秘書となり、ジャズソングの訳詞などを手掛けていた。1937年、「別れのブルース」の大ヒットにより名声を得た。
1938年にコロムビア・レコードに入社して同社専属の作詞家となり、戦前戦後を通じて多数のヒット曲を世に送り出した。特に美空ひばりには、デビュー曲の「河童ブギウギ」を始め「悲しき口笛」「東京キッド」など初期楽曲を多く提供している。
この他、「二十の扉」「私の秘密」等のNHKのラジオ・テレビ番組に多く出演したことでも知られる。第2代日本作詩家協会会長、日本訳詩家協会会長、日本詩人連盟相談役等を歴任。
1964年、NHK放送文化賞を受賞。
1976年、勲三等瑞宝章受章。
1979年3月13日、急性肺炎のため慶應義塾大学病院で死去。80歳。墓所は郷里平戸市大久保町の雄香寺。

## 作詞

### 主題歌・流行歌
- 『別れのタンゴ』（1937年3月）［作曲：平川英夫、歌：淡谷のり子］
- 『別れのブルース』（1937年7月）［作曲：服部良一、歌：淡谷のり子］
- 『バンジョーで唄えば』（1938年5月）［作曲：服部良一、歌：中野忠晴］
- 『一杯のコーヒーから』（1939年3月）［作曲：服部良一、歌：霧島昇、ミス・コロムビア］
- 『チャイナ・タンゴ』（1939年4月）［作曲：服部良一、歌：中野忠晴］
- 『広東ブルース』（1939年5月）［作曲：服部良一、歌：渡辺はま子］
- 『懐しのボレロ』（1939年9月）［作曲：服部良一、歌：藤山一郎］
- 『長崎のお蝶さん』（1939年9月）［作曲：竹岡信幸、歌：渡辺はま子］
- 『すずかけの道』（1941年7月）［作曲：加賀谷伸、歌：淡谷のり子］
- 『南から南から』（1942年9月）［作曲：加賀谷伸、歌：三原純子］
- 『南の花嫁さん』（1942年9月）［作曲：任光、歌：高峰三枝子］
- 『軍艦旗の歌』（1944年10月）［作曲：佐々木すぐる、歌：伊藤武雄、佐々木成子］
- 『月夜船』（1944年12月）［作曲：古賀政男、歌：波平暁男］
- 『愛のスウィング』（1946年3月）［作曲：平川英夫、歌：池真理子］
- 『港に灯りの点る頃』（1946年5月）［作曲：平川英夫、歌：柴田つる子］
- 『別れても』（1946年10月）［作曲：仁木他喜雄、歌：二葉あき子］
- 『アイレ可愛や』（1947年1月）［作曲：服部良一、歌：笠置シヅ子］
- 『懐しのブルース』（1948年1月）［作曲：万城目正、歌：高峰三枝子］
- 『さよならルムバ』（1948年10月）［作曲：仁木他喜雄、歌：二葉あき子］
- 『別れのタンゴ』（1949年4月）［作曲：万城目正、歌：高峰三枝子］
- 『河童ブギウギ』（1949年7月）［作曲：浅井拳曄、歌：美空ひばり］
- 『悲しき口笛』（1949年9月）［作曲：万城目正、歌：美空ひばり］
- 『想い出のボレロ』（1950年2月）［作曲：万城目正、歌：高峰三枝子］
- 『水色のワルツ』（1950年2月）［作曲：高木東六、歌：二葉あき子］
- 『東急フライヤーズの唄 / 東映フライヤーズの歌』（1950年5月）［作曲：古関裕而］
- 『東京キッド』（1950年7月）［作曲：万城目正、歌：美空ひばり］
- 『情熱のルムバ』（1950年12月[4]）［作曲：万城目正、歌：高峰三枝子］
- 『牧場の花嫁さん』（1950年12月[5]）［作曲：万城目正、歌：高峰三枝子］
- 『私は街の子』（1951年1月）［作曲：上原げんと、歌：美空ひばり］
- 『ひばりの花売娘』（1951年1月）［作曲：上原げんと、歌：美空ひばり］
- 『巴里の夜』（1951年6月）［作曲：原六朗、歌：二葉あき子］
- 『りんご園の少女』（1952年8月）［作曲：米山正夫、歌：美空ひばり］
- 『ラジオ体操のうた（3代目）』（1956年9月）［作曲・歌：藤山一郎］
- 『銀座九丁目は水の上』（1958年5月）［作曲：上原げんと、歌：神戸一郎］
- 『ひばりづくし』（1976年3月）［作曲：船村徹、歌：美空ひばり］

### 社歌・学校歌
- 小金井市立小金井第二小学校校歌（1950年2月）
- 大田区立矢口小学校校歌（1955年6月）
- 慶應義塾女子高等学校校歌（1958年6月）
- 志摩市立和具中学校校歌（1962年5月24日）
- 広島県立呉三津田高等学校校歌（1965年11月8日）［作曲：古関裕而］
- 聖マリアンナ医科大学校歌（1973年）［作曲：古関裕而］
- 川越市立山田小学校校歌
- 早慶讃歌～花の早慶戦～
- 鐘紡われら
- 東京電気化学工業社歌（1958年）［作曲：古関裕而］
- 高島屋社歌（1960年）［作曲：古関裕而］
- 日本火災海上保険社歌
- 日本板硝子社歌
- 旺んなるかな

### その他作詞
- キンカンの唄（雪村いづみ・ダークダックス） - 金冠堂のCMソング。
- 西海讃歌 - 原詩提供。下記「郷土との関わり」を参照。

## 著書
- 『放浪者ザリノ』昭和出版協会　1940
- 『ベートーベエン 伝記と作品鑑賞』シンフォニー楽譜出版社　1941
- 『瀬戸口藤吉』新興音楽出版社　1942
- 『荒城の月』雄鶏社　1948　のち東京文芸社
- 『愛の花篭』ポプラ社　1949
- 『蝸牛の角』大和書房、1965
- 『平戸 人と歴史』井上博道写真　淡交新社　1967
- 『ギョロ目と涙』永田書房　1971
- 『なつめろの人々』読売新聞社　1971
- 『らんぷの絵』東京美術　1972
- 『藤浦洸詩集』東京美術　1975
- 『海風―藤浦洸随筆選』（1982年、日本放送出版協会）

## 郷土との関わり

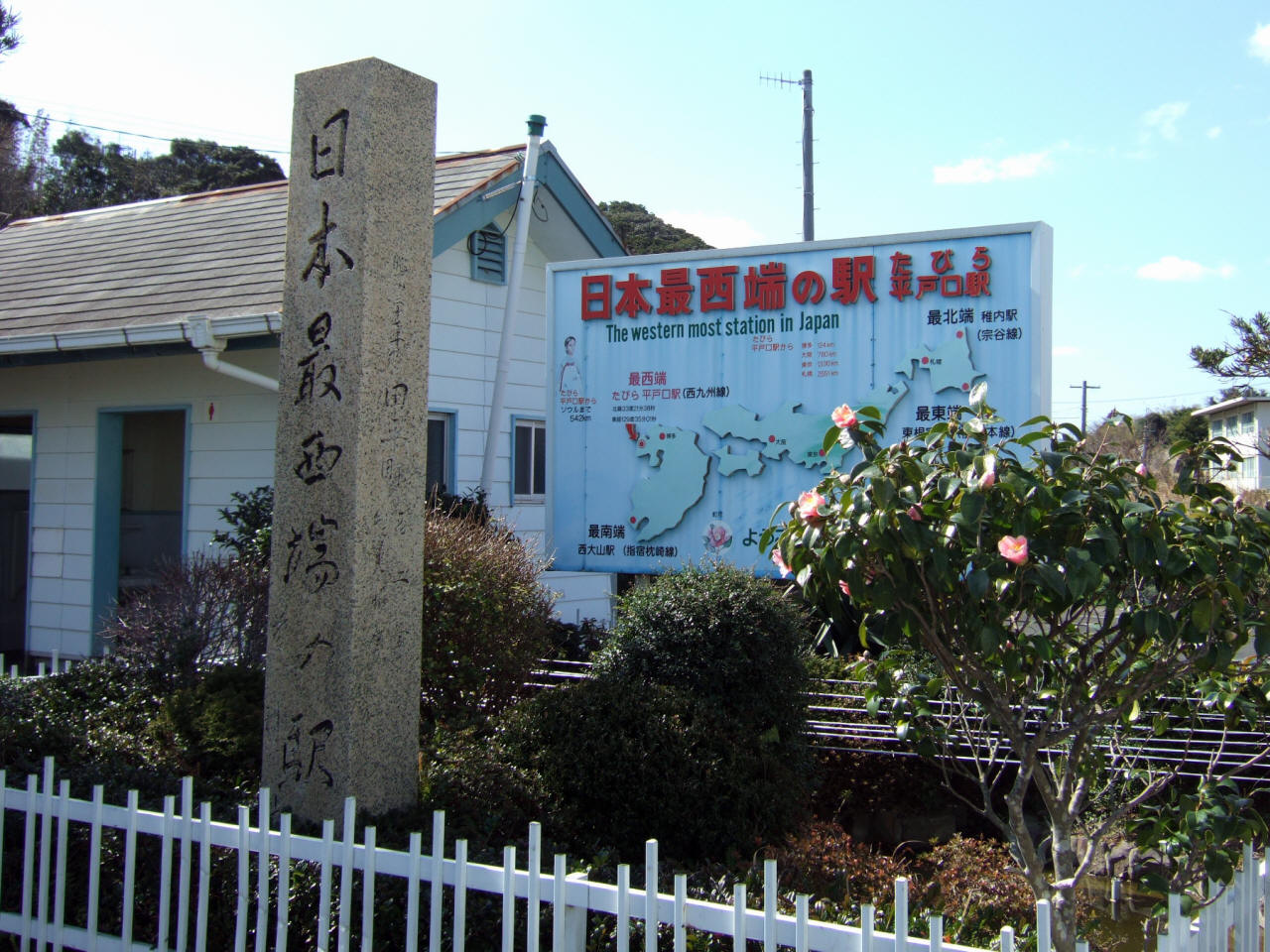
「日本最西端の駅」碑

- 母校である長崎県立猶興館高等学校の校歌選考
- 「日本最西端の駅」碑の揮毫（松浦鉄道たびら平戸口駅前）
- 「空いっぱいに」作詩 - 詩碑が佐世保市の弓張岳展望台に建てられ、それを團伊玖磨が「西海讃歌」の合唱に使用した（なお、詩は当初から藤浦に依頼する予定があったという）。
- 長崎県を代表する銀行の一つ、十八銀行の行歌「旺んなるかな」の作詞も手がけた。

## その他
名前の本来の読みは「たかし」。テレビ等ではもっぱら「こう」と音読みでルビを振られていたため、こちらが有名になってしまい、妻も本来の読み方を忘れてしまっていたというエピソードがある。